# جون ميلر (مجدف)
جون ميلر (بالإنجليزية: John Miller)‏ هو مجدف أمريكي، ولد في 5 يونيو 1903 في بروكلين في الولايات المتحدة، وتوفي في 1 أغسطس 1965 في نيويورك في الولايات المتحدة.

## وصلات خارجية
- جون ميلر على موقع الاتحاد الدولي للتجديف (الإنجليزية)
- جون ميلر على موقع اللجنة الأولمبية الدولية (الإنجليزية)
- جون ميلر على موقع أوليمبيديا (الإنجليزية)